# Tournay-sur-Odon
Tournay-sur-Odon is een plaats en voormalige gemeente in het Franse departement Calvados in de regio Normandië. De plaats maakt deel uit van het arrondissement Vire.

## Geschiedenis
De gemeente maakte deel uit van het kanton Villers-Bocage totdat dit op 22 maart 2015 werd opgeheven en de gemeenten werden opgenomen in het kanton Aunay-sur-Odon. Op 1 januari fuseerde de Tournay-sur-Odon met Le Locheur en Noyers-Missy tot de huidige commune nouvelle Val d'Arry.

## Geografie
De oppervlakte van Tournay-sur-Odon bedraagt 6,9 km², de bevolkingsdichtheid is 50,1 inwoners per km².
De onderstaande kaart toont de ligging van Tournay-sur-Odon met de belangrijkste infrastructuur en aangrenzende gemeenten.

## Demografie
Onderstaande figuur toont het verloop van het inwonertal (bron: INSEE-tellingen).
Vanwege een beveiligingsprobleem met de MediaWiki Graph-software is het momenteel niet mogelijk deze grafiek weer te geven. Zodra de software is bijgewerkt zal de grafiek vanzelf weer zichtbaar worden.
Le Locheur · Missy · Noyers-Bocage · Tournay-sur-Odon